# Sefora Nelson
Sefora Nelson (* 1979 em Freudenstadt, sobrenome de nascimento: Gaertig) é uma compositora alemã e treinadora vocal.

## Biografia
Sefora Gaertig é o segunda mais velha de sete irmãos. Em 1990 ela se muda com os pais (pai alemão e mãe italiana) para Pfalzgrafenweiler em 1990. Em Horb am Neckar a alemã-italiana frequentou a escola secundária e depois o Ginásio Martin-Gerbert-Gymnasium. Seu talento na ópera foi promovido com a idade de dezesseis anos. Nelson decidiu estudar em Chicago e estudou lá por seis semestres canto e teologia, antes de vir para Estrasburgo para estudar música e teologia lá também. Durante seus estudos, ela cantou em prisões e para os sem-teto. 
Em 2009, o produtor Arne Kopfermann tomou conhecimento dela. No mesmo ano, ela venceu o concurso de músicas SPRING 2009 com sua música "Thank You For Valleys". Nelson publicou suas próprias músicas em séries como  Starke Frauen – sanfte Töne na Gerth Medien,  e antes de março de 2010, seu primeiro álbum solo em alemão Wenn der Tag kommt foi lançado. Em setembro de 2012, Gerth Medien também lançou seu segundo álbum Mehr als genug, desta vez com o produtor Samuel Jersak. Em 6 de março de 2013, Sefora Nelson participou da Grande Evangelização Pro Christ em Stuttgart, que foi transmitida por satélite pela ERF para muitas comunidades domésticas e estrangeiras. Em setembro de 2015, ela fez um concerto ao ar livre como parte do 7º Saxon State Garden Show em Oelsnitz/Erzgebirge. No verão de 2016, Sefora Nelson teve que cancelar todos os shows subsequentes devido a problemas de saúde com sua voz. Ela voltou a se apresentar publicamente a partir do verão de 2017. Enquanto isso, ela publicou seu livro "Denn du bist bei mir – Psalm 23" (Porque você está comigo - Salmo 23), com relatos de experiências pessoais. Com seu livro "Denn du hörst mich" (Porque você me ouve) publicado em 2019 sobre a oração do Pai Nosso, ela traz novos pensamentos para a conhecida oração.
Em 2005 ela se casou com Keith Nelson em Praga. Eles moram junto com seus filhos Gabriela, que nasceu em Nova York, e Nathanael Joah em Backnang.

## Prêmios
- 2009: Spring Song Contest 2009 com a canção "Thank You For Valleys"
- 2019: IMPALA Silver 20 000 para cada um dos seus álbuns "Näher, noch näher", "Glück" e "Mehr als genug"[6]

## Nomeações
- 2011: Newcomer des Jahres Promikon

## Discografia
| Ano  | Título                                    | Rótulo                 |
| ---- | ----------------------------------------- | ---------------------- |
| 2010 | Wenn der Tag kommt                        | Gerth Medien           |
| 2010 | When the day comes                        | Gerth Medien           |
| 2012 | Mehr als genug                            | Gerth Medien           |
| 2013 | Spero                                     | Gerth Medien           |
| 2015 | Glück                                     | Gerth Medien           |
| 2015 | Durch Dein Wort                           | Impeccable Music Group |
| 2017 | Näher, noch näher                         | Gerth Medien           |
| 2017 | Miracle (Lieder in französischer Sprache) | Gerth Medien           |
| 2019 | Du bist                                   | Gerth Medien           |

## Publicações
- Denn du bist bei mir: Psalm 23 – eine Einladung zu vertrauen, Gerth Medien, Asslar 2016, ISBN 978-3-95734-145-7.
- Denn du hörst mich: Im Vaterunser Gottes Liebe neu entdecken und innerlich heil werden, Gerth Medien, Asslar 2019, ISBN 978-3-95734-545-5.

Livros de música
- Sefora Nelson: Songbook. 15 Songs mit Klavierbegleitung aus "Wenn der Tag kommt & Mehr als genug", Gerth-Medien, Asslar 2013, ISBN 978-3-89615-474-3.
- Sefora Nelson: Glück, Songbook zum gleichnamigen Album, Gerth-Medien, Asslar 2015, ISBN 978-3-89615-516-0.
- Näher, noch näher: Alle Noten und Klavierbegleitung zum Album, Gerth Medien, Asslar 2017, ISBN 978-3-89615-531-3.